# Steven Seagal

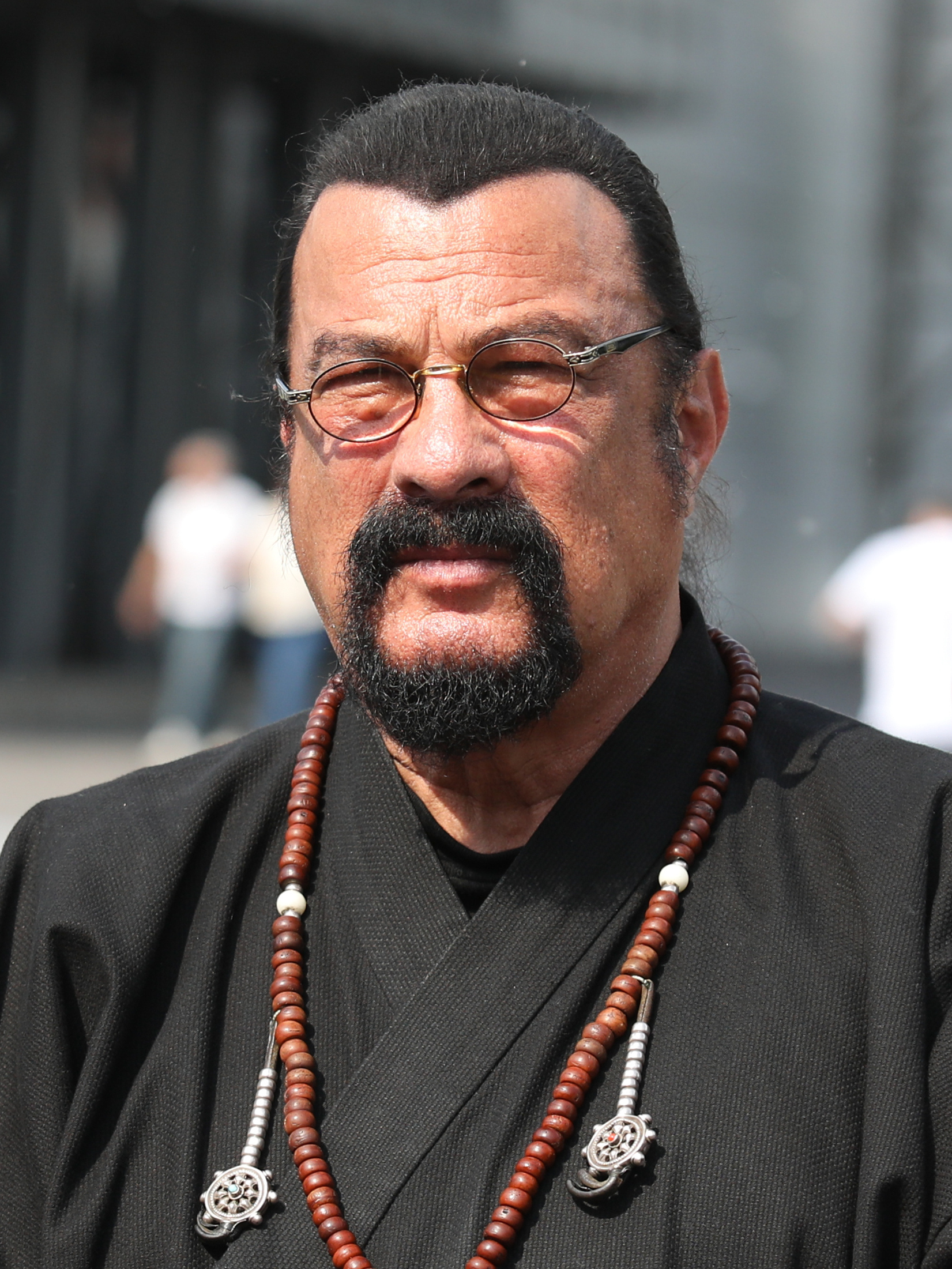
Steven Seagal (2024)

Steven Frederic Seagal (russisch Стивен Фредерик Сигал, wiss. Transliteration Stiven Frederik Sigal; * 10. April 1952 in Lansing, Michigan) ist ein Filmschauspieler, Produzent, Drehbuchautor, Musiker, Kampfsportler und Politiker (Gerechtes Russland). Er besitzt die US-amerikanische sowie seit 2016 die serbische und die russische Staatsangehörigkeit, die ihm im November 2016 Präsident Wladimir Putin persönlich überreichte. Bekannt wurde Seagal vor allem durch seine Rollen in Martial-Arts-Filmen. Er trägt den 7. Dan in Aikidō (Aikikai Honbu Dōjō) und Aikidō-Shihan.
Nach seinem Schauspieldebüt Nico aus dem Jahr 1988 hatte er in den 90er Jahren mehrere Erfolge als Actionheld zu verbuchen, unter anderem Alarmstufe: Rot (1992).

## Leben

### Herkunft
Steven Seagal wurde als Sohn einer irischstämmigen Mutter und eines aschkenasischen Vaters geboren. Seine Großeltern väterlicherseits stammen nach seiner Aussage aus Wladiwostok und Sankt Petersburg.

### Werdegang
Steven Seagal lebte zwischen 1973 und 1988 in Japan. Dort unterrichtete er Englisch und übte Zen, Aikidō, Kendō, Judo und Karate. Als erster Nichtasiate führte er in Japan eine Kampfkunst-Schule (in Osaka) und lehrte dort; ursprünglich war es die Kampfkunst-Schule seines Schwiegervaters.
Der 1,93 m große Seagal erreichte während seiner Zeit in Japan den sechsten Dan. Nach fünfzehn Jahren kehrte er in die USA zurück und eröffnete ein eigenes Aikidō-Dōjō im San Fernando Valley, einem nördlichen Vorort von Los Angeles. Inzwischen besitzt Seagal den siebten Dan und trägt den Titel eines Shihans (Lehrmeister oder Meister), der im Aikikai nur ehrenhalber vergeben wird.
Nach eigenen Angaben war er für 20 Jahre ehrenamtlich als Deputy Sheriff bzw. Reserve Deputy Chief Sheriff in Jefferson Parish (Louisiana) tätig, nahm dabei unter anderem an Patrouillen teil und erteilte Kollegen Schießunterricht. Die dokumentiert die Reality-TV-Serie Steven Seagal: Lawman. Um einer internen Untersuchung wegen Menschenhandels und versuchter Vergewaltigung zu entgehen, beendete Steven Seagal 2010 seine Arbeit für das Jefferson Parish Sheriff’s Office.

### Schauspieler, Produzent und Regisseur
Einer seiner Schüler war Michael Ovitz, ein Filmagent, der Seagal den Weg in die Filmbranche ebnete, indem er ihm die Hauptrolle in Nico verschaffte. In diesem Film spielt Seagal einen Polizisten, der sich mit der CIA anlegt und dabei seine ganz eigenen Ermittlungsmethoden anwendet. Seagals folgende Filme waren Hard to Kill, Zum Töten freigegeben und Deadly Revenge – Das Brooklyn-Massaker, welche alle Handlungsstränge nach ähnlichem Muster aufwiesen. 1990 kam Seagal der Gedanke, selbst Filme zu produzieren oder sich an Produktionen zu beteiligen. Zu diesem Zweck gründete er die Produktionsfirma Steamroller Productions, mit welcher er bis heute Filme produziert. Steven Seagals fünfter Film Alarmstufe: Rot wurde kommerziell ein Erfolg und ist einer seiner bekanntesten Filme. Drei Jahre später folgte Alarmstufe: Rot 2.
1994 gründete Seagal mit Julius R. Nasso zusammen eine weitere Produktionsfirma, über welche sein Regiedebüt Auf brennendem Eis und weitere Filme produziert werden sollten. Wenig später trennten sie sich wieder. 1995 wurde er für sein Regiedebüt mit der Goldenen Himbeere als Schlechtester Regisseur ausgezeichnet.
Ende der 1990er Jahre wurde es ruhig um Seagal, da seine letzten Filme Fire Down Below und The Patriot – Kampf ums Überleben an den Kinokassen keine großen Erfolge hatten. 2001 gelang ihm mit Exit Wounds – Die Copjäger ein Comeback. Seitdem dreht er wieder vermehrt B-Movies, die zum größten Teil direkt auf DVD erscheinen (Direct-to-Video). Für diese ist er oft auch als Drehbuchautor sowie als Produzent bzw. Executive Producer aktiv. 2010 spielte Seagal eine der Hauptrollen in Robert Rodriguez’ Machete, was gleichzeitig seine erste Rolle in einem Kinofilm seit fast zehn Jahren war.
Ein 2008 unter einem Pseudonym veröffentlichtes Buch namens Seagalogy setzt sich mit den verwendeten Motiven von Seagal-Filmen auseinander. So handelt es sich in seinen Produktionen bei der von ihm verkörperten Hauptfigur meist um einen (ehemaligen) CIA-Agenten oder Elitekämpfer, welcher sich mit Korruption innerhalb der Behörden oder der Politik auseinandersetzen muss. Des Weiteren werden Themen aufgegriffen, die für Seagal eine persönliche Bedeutung haben. Dazu zählen der Umweltschutz sowie die Auseinandersetzung mit Kulturen wie dem Buddhismus und den amerikanischen Urvölkern.
In vielen Filmen (bis 1994) wurde Steven Seagal von Kurt Goldstein synchronisiert. Nach Goldsteins Tod bis Mitte der 2000er wechselten die Synchronsprecher des Öfteren. Ab 2005 sprach Ekkehardt Belle Seagal ausnahmslos.

### Musikkarriere

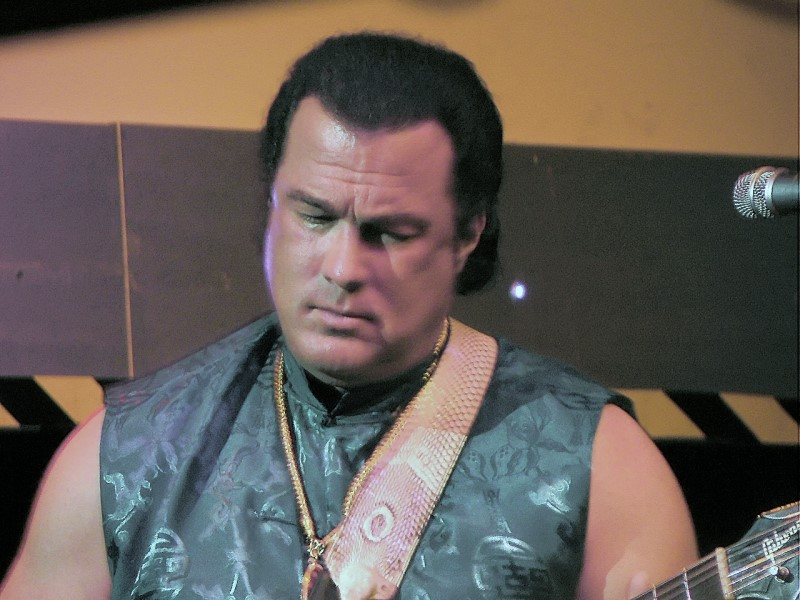
Steven Seagal bei einem Auftritt als Musiker (2007)

Neben seiner Karriere als Schauspieler versucht Steven Seagal, ebenfalls im Musikgeschäft Fuß zu fassen. Nachdem er einige einzelne Lieder, zumeist Countrysongs, veröffentlicht hatte, stellte er 2004 sein erstes vollständiges Album Songs from the Crystal Cave vor. Dieses Album wurde nicht in Deutschland veröffentlicht, war aber ein Erfolg in Frankreich. Der vorherrschende Musikstil auf diesem Album ist eine Art Mischung aus Country und Reggae. Am 26. Oktober 2005 stellte er sein neues Album vor, das vor allem aus Blues besteht. Gemeinsam mit der Gruppe Thunderbox erschien in Frankreich sein zweites Album Mojo Priest. Die Lizenz für den Vertrieb und Produktion besitzt die Firma EMI Music France, welche 2006 das Album veröffentlichte. Inzwischen (Januar 2007) ist auch in Deutschland die CD Mojo Priest mit anderem Cover/Artwork und einem zusätzlichen Titel erschienen. Neben drei Blues-Klassikern (Hoochie Coochie Man, Dust my Broom, Red Rooster) sind ausschließlich Eigenkompositionen von Steven Seagal (Gitarre und Gesang) enthalten. Die Begleitband besteht überwiegend aus Musikern der früheren Muddy Waters Band.

### Engagement für den Umweltschutz
Seagal engagiert sich in Umweltschutzprojekten und für die Rechte amerikanischer Ureinwohner.
So setzte er sich erfolgreich für die artgerechte Haltung junger Elefanten in Thailand sowie für einen Exportstopp dieser Tiere von Afrika nach Japan ein. 1999 erhielt er für sein Engagement eine Auszeichnung der Tierrechtsorganisation PETA.

### Politisches Engagement

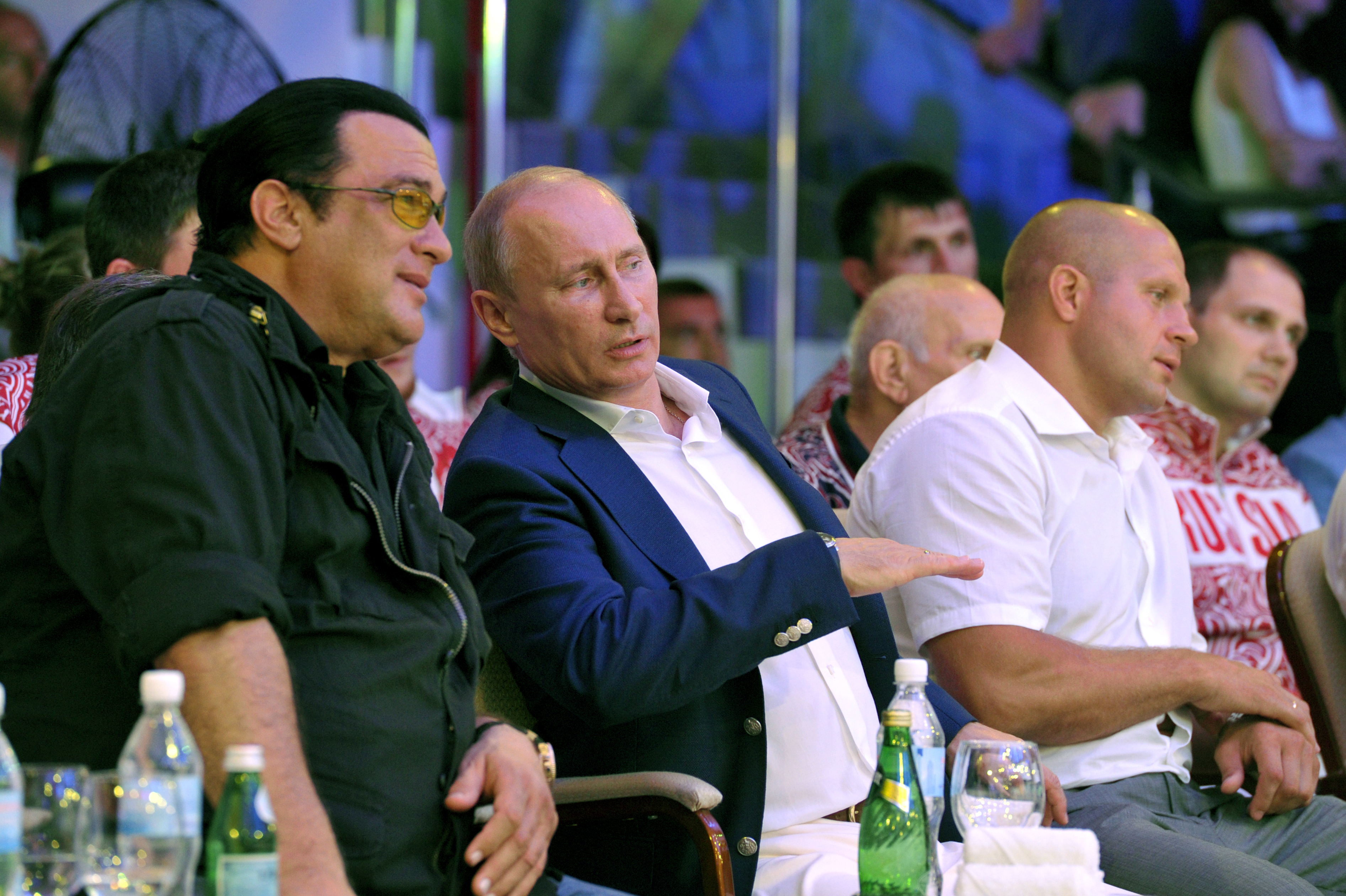
Seagal mit Wladimir Putin und Fjodor Jemeljanenko (2012)

Im März 2013 wandte sich die russische Regierung an Seagal, um ihn als Lobbyisten für die russische Waffenindustrie zu gewinnen. Seagal sollte helfen, bislang untersagte Exporte russischer Waffen in die USA zu ermöglichen.
Anfang Juni 2013 führte Seagal eine Delegation der US-amerikanischen Republikaner unter der Leitung von Dana Rohrabacher bei einem Besuch des Schauplatzes der Geiselnahme von Beslan von 2004. Seagal hatte angeboten, die mitgereisten Abgeordneten auch zu einem Besuch bei Präsident Ramsan Kadyrow in der Provinz Tschetschenien zu begleiten, was diese aber wegen diverser Menschenrechtsverstöße, die Kadyrow zur Last gelegt werden, ablehnten.
Trotz der von den USA und anderen westlichen Ländern nach der völkerrechtswidrigen Annexion der Krim durch Russland und des russischen Kriegs in der Ukraine seit 2014 gegen Russland verhängten Sanktionen gab Seagal am 9. August 2014 zusammen mit einer Bluesband ein Konzert in Sewastopol. Zuvor hatte sich Seagal aufgrund seiner Herkunft bereit erklärt, Lobbyarbeit für russische Waffenhändler zu betreiben.
Im August 2016 traf er sich mit dem belarussischen Präsidenten Aljaksandr Lukaschenka an dessen Residenz.
2018 war er Ehrengast beim Amtsantritt Putins zu seiner vierten Präsidentschaft. 2021 kandidierte Seagal als Abgeordneter der Russischen Staatsduma für die regierungsnahe Partei Gerechtes Russland. Am 14. März 2023 war Seagal einer der prominenten ausländischen Teilnehmer des ersten sogenannten „Russophilen Kongress“, der im Puschkin-Museum stattfand. Auf der Veranstaltung erklärte er »Ich bin 100 Prozent russophil. Und zu einer Million Prozent Russe.« Einige Tage später eröffnete er in Moskau ein Aikidō-Zentrum speziell für die Wehrertüchtigung der Jugend. Auch der Vereidigung Putins für seine fünfte Amtszeit wohnte Seagal im Mai 2024 in Moskau bei.

### Privatleben
1975 heiratete er Miyako Fujitani, mit der er zwei Kinder hat, darunter die Schriftstellerin Ayako Fujitani (geb. 1979). Von 1984 bis 1987 war er mit der US-amerikanischen Schauspielerin Adrienne La Russa verheiratet, anfangs zugleich mit seiner ersten Ehe, deren Scheidung erst 1986 abgeschlossen war.
Von 1987 bis 1996 dauerte seine dritte Ehe mit der Schauspielerin Kelly LeBrock, mit der er drei Kinder hat. Zudem lebte er mit seinem und LeBrocks ehemaligem Kindermädchen Arissa Wolf zusammen, mit der er eine Tochter hat. Schließlich heiratete er 2009 die Mongolin Erdenetuya Batsukh (mong. Эрдэнэтуяа Батсүх), genannt Elle. Die beiden haben einen Sohn.
Seagal ist Vegetarier, Anhänger des Tibetischen Buddhismus und praktizierender Buddhist. Außerdem ist er ein geweihter Priester der Ōmoto und spricht fließend Japanisch.

### Trivia
Steven Seagal wurde 2002 nach den Dreharbeiten von Exit Wounds von der italoamerikanischen Mafia in New York erpresst. Sie forderten einen Anteil von 150.000 Dollar von jedem seiner zukünftigen Filmprojekte. Es kam schließlich zu einer Gerichtsverhandlung, in der die Mafiosi zu hohen Haftstrafen verurteilt wurden.
In den meisten seiner Filme benutzt er einen Colt M1911. Von diesem besitzt er privat mehrere Exemplare in seiner Waffensammlung. In Zusammenarbeit des hawaiischen Messermachers Ken Onion und Steven Seagals entstand das Messer Kershaw 1680 Steven Seagal; dieses benutzt er auch in einigen seiner Filme.
1997 wurde er von dem tibetischen Lama Penor Rinpoche zur Wiedergeburt des Tertön Chungdrag Dorje erklärt und trägt somit den Titel eines Tulku. Es gab dazu auch eine CBS-Dokumentation namens The Buddha from another planet: action star Steven Seagal has now been officially anointed an action lama.

## Rezeption
Seagal wurde in manchen Kreisen amerikanischer und europäischer Aikidōka wegen seiner Filme kritisiert, weil sie im Gegensatz zur pazifistischen Grundhaltung der Kampfkunst Aikidō stünden; teilweise wurde ihm unterstellt, die Aikidō-Ethik verkauft zu haben. Dieser Kritik wurde mit dem Hinweis begegnet, dass es sich um typische Unterhaltungsfilme handelt, die dementsprechend der üblichen Hollywood-Dramaturgie unterworfen sind, wie man sie aus vielen Karate- und Kung-Fu-Actionfilmen kennt.
Angebliche Berichte früherer Stuntmen, die nach Dreharbeiten mit Seagal dessen Fähigkeiten als Kampfsportler angezweifelt haben sollen, wurden von diesem dementiert. Inzwischen veranstaltete Seagal auch in Frankreich Aikidō-Lehrgänge.
Seagal wird seine Unterstützung für den russischen Überfall auf die Ukraine im Jahr 2022 und den Kurs der russischen Regierung unter Wladimir Putin zum Vorwurf gemacht. Er äußerte sich nach Kriegsausbruch mehrfach in diesem Sinne und feierte seinen 70. Geburtstag in Moskau zusammen mit führenden regierungstreuen russischen Medienvertretern und Exponenten der russischen Propaganda wie Margarita Simonyan und Wladimir Solowjow, mit denen er sich solidarisch erklärte. Während andere mit Putin befreundete westliche Personen wie Gérard Depardieu, Silvio Berlusconi und Oliver Stone den russischen Einmarsch in die Ukraine umgehend verurteilten, distanzierte Seagal sich nicht vom Krieg Russlands.

## Werke

### Filmografie
als Schauspieler
- 1988: Nico (Above the Law)
- 1990: Hard to Kill
- 1990: Zum Töten freigegeben (Marked for Death)
- 1991: Deadly Revenge – Das Brooklyn-Massaker (Out for Justice)
- 1992: Alarmstufe: Rot (Under Siege)
- 1994: Auf brennendem Eis (On Deadly Ground)
- 1995: Alarmstufe: Rot 2 (Under Siege 2: Dark Territory)
- 1996: Einsame Entscheidung (Executive Decision)
- 1996: Glimmer Man (The Glimmer Man)
- 1996: Roseanne (Fernsehserie, Folge 9x09 Roseambo)
- 1997: Fire Down Below
- 1998: The Patriot – Kampf ums Überleben (The Patriot)
- 1998: My Giant – Zwei auf großem Fuß (My Giant)
- 2001: Exit Wounds – Die Copjäger (Exit Wounds)
- 2001: Ticker (Explosion Imminente)
- 2002: Halbtot – Half Past Dead (Half Past Dead)
- 2003: The Foreigner – Der Fremde (The Foreigner)
- 2003: Out For A Kill: Tong Tatoos – Das Tor zur Hölle (Out for a Kill)
- 2003: Belly of the Beast
- 2004: Out of Reach
- 2004: Hard to Fight (Clementine)
- 2005: Into the Sun – Im Netz der Yakuza (Into the Sun)
- 2005: Submerged
- 2005: Today You Die
- 2005: The Foreigner: Black Dawn (Black Dawn)
- 2006: Mercenary for Justice
- 2006: Shadow Man – Kurier des Todes (Shadow Man)
- 2006: Attack Force
- 2007: Unsichtbarer Feind (Flight of Fury)
- 2007: Urban Justice – Blinde Rache (US-Titel: Urban Justice, UK-Titel: Renegade Justice)
- 2008: Deathly Weapon (Pistol Whipped)
- 2008: News Movie (The Onion Movie)
- 2008: Kill Switch
- 2009: Against the Dark
- 2009: Driven to Kill – Zur Rache verdammt (Driven to Kill)
- 2009: Steven Seagal’s The Keeper
- 2009: A Dangerous Man
- 2009–2012: Steven Seagal: Lawman (Fernsehserie)
- 2010: Machete
- 2010: Born to Raise Hell – Zum Töten geboren! (Born to Raise Hell)
- 2010–2012: True Justice (Fernsehserie)
- 2011: Sheep Impact (Werbefilm)
- 2012: Maximum Conviction
- 2013: Force of Execution
- 2013: Gutshot Straight – Gnadenloses Spiel (Gutshot Straight)
- 2014: A Good Man – Gegen alle Regeln (A Good Man)
- 2015: Mercenary – Absolution (Absolution)
- 2016: Killing Salazar (Cartels)
- 2016: Sniper Special Ops
- 2016: Code of Honor
- 2016: The Asian Connection
- 2016: The Perfect Weapon
- 2016: End of a Gun
- 2016: Contract to Kill[21]
- 2017: Killing Salazar
- 2017: China Salesman
- 2018: Attrition – Gnadenlose Jagd (Attrition)
- 2019: General Commander – Tödliches Kommando (General Commander)
- 2019: Beyond the Law

als Produzent
- 1988: Nico (Above the Law)
- 1990: Zum Töten freigegeben (Marked for Death)
- 1991: Deadly Revenge – Das Brooklyn-Massaker (Out for Justice)
- 1992: Alarmstufe: Rot (Under Siege)
- 1994: Auf brennendem Eis (On Deadly Ground)
- 1995: Alarmstufe: Rot 2 (Under Siege 2: Dark Territory)
- 1996: Glimmer Man (The Glimmer Man)
- 1997: Fire Down Below
- 1998: The Patriot – Kampf ums Überleben (The Patriot)
- 1998: Not Even the Trees
- 2000: Prince of Central Park
- 2001: The Path Beyond Thought
- 2002: Halbtot – Half Past Dead (Half Past Dead)
- 2003: The Foreigner – Der Fremde (The Foreigner)
- 2003: Out For A Kill: Tong Tatoos – Das Tor zur Hölle (Out for a Kill)
- 2003: Belly of the Beast
- 2004: Out of Reach
- 2005: Into the Sun – Im Netz der Yakuza (Into the Sun)
- 2005: Submerged
- 2005: Today You Die
- 2005: Dragon Squad
- 2005: The Foreigner: Black Dawn (Black Dawn)
- 2006: Mercenary for Justice
- 2006: Shadow Man – Kurier des Todes (Shadow Man)
- 2006: Attack Force
- 2007: Unsichtbarer Feind (Flight of Fury)
- 2007: Urban Justice – Blinde Rache (US-Titel: Urban Justice, UK-Titel: Renegade Justice)
- 2008: Deathly Weapon (Pistol Whipped)
- 2008: Kill Switch
- 2009: Against the Dark
- 2009: Driven to Kill – Zur Rache verdammt (Driven to Kill)
- 2009: Steven Seagal’s The Keeper
- 2009: A Dangerous Man
- 2009–2012: Steven Seagal: Lawman (Fernsehserie)
- 2010: Born to Raise Hell – Zum Töten geboren! (Born to Raise Hell)
- 2010–2012: True Justice (Fernsehserie)
- 2012: Maximum Conviction
- 2013: Force of Execution
- 2014: A Good Man – Gegen alle Regeln (A Good Man)
- 2015: Mercenary Absolution
- 2016: Killing Salazar (Cartels)
- 2016: Sniper: Special Ops
- 2016: Code of Honor
- 2016: The Asian Connection
- 2016: The Perfect Weapon
- 2016: End of a Gun
- 2016: Contract to Kill
- 2017: China Salesman
- 2018: Attrition – Gnadenlose Jagd (Attrition)

als Regisseur
- 1994: Auf brennendem Eis (On Deadly Ground)

als Drehbuchautor
- 1988: Nico (Above the Law)
- 2003: Belly of the Beast
- 2005: Into the Sun – Im Netz der Yakuza (Into the Sun)
- 2006: Mercenary for Justice
- 2006: Shadow Man – Kurier des Todes
- 2006: Attack Force
- 2007: Unsichtbarer Feind (Flight of Fury)
- 2008: Kill Switch
- 2009: Steven Seagal’s The Keeper
- 2010: Born to Raise Hell – Zum Töten geboren! (Born to Raise Hell)
- 2010–2012: True Justice (Fernsehserie)
- 2018: Attrition – Gnadenlose Jagd (Attrition)

### Bücher
- 2017: The Way Of The Shadow Wolves: The Deep State And The Hijacking Of America (gemeinsam mit Tom Morrissey), 5th Palace Publishing, ISBN 978-0-9994975-0-0

### Diskografie
- 2004: Songs From The Crystal Cave – NonSolo Blue’s (8345100712)
- 2007: Mojo priest. Hypertension Music, Hamburg

## Auszeichnungen
- 1999 wurde Seagal der PETA Humanitarian Award verliehen.[22]
- Während des Russisch-Ukrainischen Krieges erhielt er im Februar 2023 von Putin den Orden der Freundschaft[23]

### Goldene Himbeeren
- Gewonnen:
  - 1995: Goldene Himbeere: Schlechtester Regisseur für Auf brennendem Eis
- Nominiert:
  - 1995: Goldene Himbeere: Schlechtester Hauptdarsteller für Auf brennendem Eis
  - 1995: Goldene Himbeere: Schlechtester Film für Auf brennendem Eis
  - 1997: Goldene Himbeere: Schlechtester Nebendarsteller für Einsame Entscheidung
  - 1998: Goldene Himbeere: Schlechtester Hauptdarsteller für Fire Down Below
  - 1998: Goldene Himbeere: Schlechtester Song für Fire Down Below mit Mark Collie
  - 1998: Goldene Himbeere: Schlechtester Film für Fire Down Below
  - 1998: Goldene Himbeere: Schlechtestes Team für Fire Down Below (Steven Seagal und seine Gitarre)
  - 2003: Goldene Himbeere: Schlechtester Hauptdarsteller für Halbtot – Half Past Dead